# Magila (Tanzania)
Magila è una circoscrizione rurale (rural ward) della Tanzania situata nel distretto di Muheza, regione di Tanga. Conta una popolazione di 6 758 abitanti (censimento 2012).